# Dominique Martin (homme politique, 1798-1865)
Pour les articles homonymes, voir Dominique Martin et Martin.
Dominique Gérard Martin est un homme politique français né le 9 février 1798 à Saint-Béat (Haute-Garonne) et mort le 10 octobre 1865 à Toulouse (Haute-Garonne).

## Biographie
Président de chambre à la cour d'appel de Toulouse, conseiller général du canton de Saint-Béat, il est député de la Haute-Garonne de 1844 à 1848, siégeant dans la majorité soutenant les ministères de la Monarchie de Juillet.

## Sources
- « Dominique Martin (homme politique, 1798-1865) », dans Adolphe Robert et Gaston Cougny, Dictionnaire des parlementaires français, Edgar Bourloton, 1889-1891 [détail de l’édition]